# Sophie Howard (calciatrice)
Sophie Louise Howard (Hanau, 17 settembre 1993) è una calciatrice tedesca naturalizzata scozzese, difensore del Como e della nazionale scozzese.

## Carriera

### Club
Dopo aver giocato nelle formazioni giovanili di Sportfreunde Oberau prima e, fino al 2009, Phönix Düdelsheim, Howard si trasferisce all'Hoffenheim, società con cui gioca alla sua prima stagione sia nella formazione U17-Juniorinnen, che si classificherà al secondo posto nel campionato B-junior 2009-2010, che nella squadra titolare, impegnata nel campionato di Regionalliga Süd, terzo livello del campionato tedesco femminile di calcio, festeggiano al termine della stagione la promozione in 2. Frauen-Bundesliga. Rimane con la squadra le due stagioni seguenti, entrambe giocate nel girone Süd del campionato cadetto, totalizzando 42 presenze in campionato e 8 in Coppa di Germania e con il migliore risultato al termine della stagione 2011-2012, secondo posto in 2. Frauen-Bundesliga Süd, e due ottavi di finale consecutivi in Coppa.

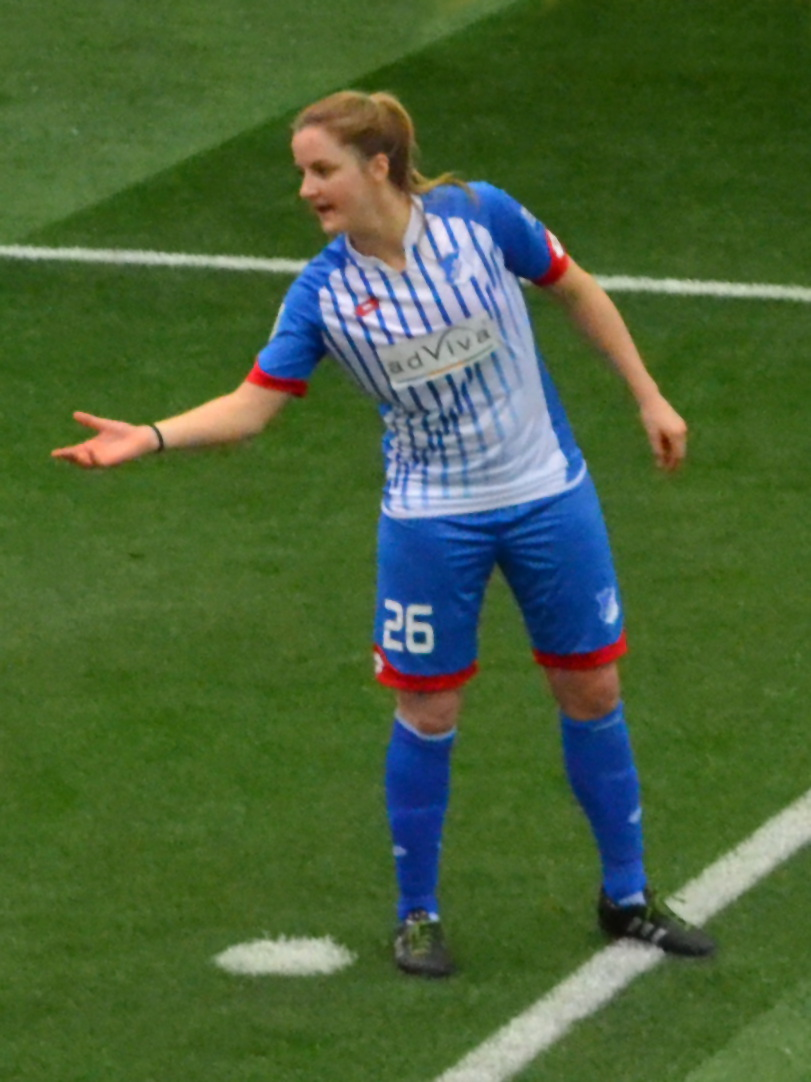
Howard con la maglia dell' nel 2016.

Prima del termine della stagione annunciò di volersi trasferire negli Stati Uniti d'America per approfondire gli studi, dopo il diploma ottenuto al liceo di Walldorf, frequentando la University of Central Florida a Orlando, in Florida. Affianca al percorso di studi l'attività agonistica, giocando nella sezione di calcio femminile universitario delle UCF Knights e dove trova le connazionali Lena Petermann e Karoline Heinze. Alla sua prima stagione (2012), disputata nella Division I della National Collegiate Athletic Association (NCAA) scende in campo in quasi tutti gli incontri, tranne uno, mettendosi particolarmente in luce tanto da essere nominata, alla fine della stagione, per l'All-Conference USA Freshman Team. Anche gli anni successivi gioca ad alto livello; nel 2013 è stata nominata all'American Athletic Conference All-Tournament Team, mentre quando libera dagli impegni nella squadra universitaria ottiene un ingaggio per giocare in United Soccer Leagues W-League, nel 2013 con i Colorado Rapids e nei due anni successivi con i Colorado Pride.
Nel febbraio 2015 venne annunciato che Howard dall'estate seguente sarebbe tornata all'Hoffenheim. Con il suo vecchio club, che nel frattempo aveva ottenuto la promozione in Frauen-Bundesliga, rimane per tre stagioni con posizioni da centro classifica e ottenendo sempre la salvezza, migliore prestazione il settimo posto nel campionato 2016-2017 e tre ottavi di finale consecutivi in Coppa, terminando il rapporto al termine della stagione 2017-2018 con un tabellino personale di 63 presenze e una rete in campionato.
Durante il calciomercato estivo 2018 decide di trasferirsi nuovamente all'estero, sottoscrivendo un accordo con il Reading per giocare nel campionato inglese.
Dopo aver disputato cinque stagioni con il Leicester City, il 26 luglio 2025 Howard viene ufficialmente ingaggiata a titolo definitivo dal Como, militante in Serie A Femminile, con cui firma un contratto biennale.

### Nazionale
Howard inizia ad essere convocata dalla federazione calcistica della Germania (DFB) fin dal 2012, chiamata dal tecnico Maren Meinert nella formazione Under-20 per due amichevoli, entrambe vincenti con Norvegia e Svezia, tra il luglio e l'agosto di quell'anno, per inserirla poi nella rosa della squadra impegnata al Mondiale di Giappone 2012. Pur non essendo mai impiegata durante il torneo, Howard condivide con le compagne il percorso che vede giungere la Germania alla finale, persa con gli Stati Uniti per 1-0,.
L'11 agosto 2016, Howard è stata nominata per la squadra Next Gen (U-23) dell'Inghilterra.
L'anno seguente, grazie al nonno scozzese, viene convocata per la prima volta dalla federazione calcistica della Scozia (Scottish Football Association - SFA) per vestire la maglia della nazionale scozzese, chiamata dal Commissario tecnico Anna Signeul, che deve valutare nuovi elementi per un organico falcidiato dagli infortuni, in occasione dell'amichevole dell'11 aprile 2017 con il Belgio, facendo il suo debutto durante l'incontro sostituendo Vaila Barsley al 64'.
Signeul decide in seguito di rinnovarle la fiducia inserendola nella rosa delle 23 convocate per l'Europeo dei Paesi Bassi 2017, tuttavia non viene impiegata nei tre incontri disputati dalla sua nazionale prima di essere eliminata già alla fase a gironi.
Con l'arrivo del nuovo CT Shelley Kerr alla guida della nazionale, Howard viene impiegata con maggiore frequenza. Gioca il suo primo incontro da titolare tutti i 90 minuti nel gennaio 2018, in occasione dell'amichevole persa per 3-0 con la Norvegia, venendo inoltre convocata più volte nel corso delle qualificazioni al Mondiale di Francia 2019, dove viene utilizzata in quattro partite, sempre da titolare, anche nelle ultime due partite decisive per ottenere lo storico accesso al loro primo Mondiale. Inserita da Kerr nella lista comunicata il 15 maggio 2019 delle 23 convocate a Francia 2019, Howard realizza la sua prima rete il 28 maggio, quella che al 68' fissa sul 3-2 il risultato nell'amichevole con la Giamaica. Durante il Mondiale gioca il primo incontro, perso per 2-1 con l'Inghilterra, salta il successivo con il Giappone, e torna in campo nell'incontro con l'Argentina che, pareggiato 3-3, determina l'eliminazione dal torneo.

## Palmarès

### Club
- Campionato inglese di seconda divisione: 1

Leicester City: 2020-2021

### Nazionale
- Pinatar Cup: 1

2020